# Джексон, Майкл Дэвид
Сэр Майкл Дэвид «Майк» Джексон (англ. Sir Michael «Mike» Jackson; 21 марта 1944, Шеффилд — 15 октября 2024) — британский военачальник, генерал, начальник Генерального штаба Вооружённых сил Великобритании в 2003—2006; до того был командующим британских миротворческих сил в Боснии и Косове.
В 1972 году, будучи командиром роты 1-го батальона парашютно-десантного полка, стал участником «Кровавого воскресенья в Дерри».
В 1999 году, командуя KFOR, отказался выполнить приказ  командующего объединенными силами НАТО в Европе американского генерала Уэсли Кларка о блокировании российских миротворческих сил генерал-лейтенанта Виктора Заварзина в аэропорту «Слатина», заявив американцу: «я не собираюсь из-за вас начинать третью мировую войну».
Рыцарь большого креста Ордена Бани, командор Ордена Британской империи, компаньон Ордена «За выдающиеся заслуги».
Джексон умер от рака предстательной железы 15 октября 2024 года в возрасте 80 лет.